# 9697 Лоувмен
9697 Лоувмен (9697 Louwman) — астероїд головного поясу, відкритий 25 березня 1971 року.
Тіссеранів параметр щодо Юпітера — 3,276.